# Гаймберг (Берн)
Гаймберг (нім. Heimberg BE) — громада  в Швейцарії в кантоні Берн, адміністративний округ Тун.

## Географія
Громада розташована на відстані близько 22 км на південний схід від Берна.
Гаймберг має площу 5,4 км², з яких на 33,5% дозволяється будівництво (житлове та будівництво доріг), 29,8% використовуються в сільськогосподарських цілях, 34,6% зайнято лісами, 2% не є продуктивними (річки, льодовики або гори).

## Демографія
2019 року в громаді мешкало 6927 осіб (+10% порівняно з 2010 роком), іноземців було 12%. Густота населення становила 1273 осіб/км².
За віковим діапазоном населення розподілялося таким чином: 19,6% — особи молодші 20 років, 60,8% — особи у віці 20—64 років, 19,6% — особи у віці 65 років та старші. Було 3056 помешкань (у середньому 2,3 особи в помешканні).
Із загальної кількості 2440 працюючих 32 було зайнятих в первинному секторі, 691 — в обробній промисловості, 1717 — в галузі послуг.